# Eduardo Gonella
Eduardo M. Gonella (Buenos Aires, 1881 - íd., 1955) fue un funcionario argentino. 

## Datos biográficos
Nació en Buenos Aires en 1881.
Se recibió de doctor en ciencias económicas, y fue docente en la Escuela de Comercio “Carlos Pellegrini”, de la Capital Federal. Se hallaba vinculado a diferentes directorios de empresas privadas. 
En junio de 1943, el interventor federal en la provincia de Córdoba, general (R) Alfredo Córdoba, lo designó para ocupar el cargo de ministro de hacienda, junto con el doctor Melitón Arroyo, en la cartera de gobierno, y el ingeniero Mario Villa, en la de obras públicas.
El 2 de agosto, Córdoba, quien tenía problemas de salud, delegó el mando en el ministro de gobierno, Dr. Arroyo, renunciando después.
Gonella, el 12 de noviembre, lo sucedió como interventor federal. Ocupó ese cargo por un corto período, dado que el día 19 fue reemplazado por el Alte. León Scasso.
Falleció en Buenos Aires en 1955.